# Cowdenbeath
Cowdenbeath – miasto w Szkocji, w hrabstwie Fife. Miasto położone jest około 10 kilometrów na północny zachód od Dunfermline i około 30 km od Edynburga. W roku 2011 liczyło 11 401 mieszkańców. W mieście znajduje się stacja kolejowa zarządzana przez firmę First ScotRail. Ukształtowanie terenu jest zróżnicowane, najwyższym punktem jest wzgórze Benarty Hill, mierzące 356 metrów, położone 4,4 km na północ od miasta. Klimat w mieście jest umiarkowany morski ze średnią roczną temperaturą wynoszącą 6 °C. Najcieplejszym miesiącem jest lipiec, ze średnią temperaturą 12 °C, a najchłodniejszym grudzień, z 2 °C.